# Дванадцятикутник

Правильний дванадцятикутник

Дванадцятику́тник (додекаго́н; від грец. δώδεκα ‘дванадцять’ та грец. γωνία ‘кут’) — многокутник з 12 кутами і 12 сторонами. Як правило, додекагоном називають правильний многокутник, тобто такий, у якого всі сторони і всі кути рівні (у випадку додекагона кути рівні 150°). Правильний додекагон використовується в деяких країнах як форма монет. 

## Правильний додекагон

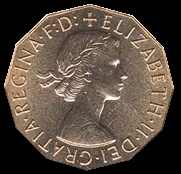
Британська трипенсова монета в формі додекагона

Площа правильного додекагона зі стороною a вираховується за формулою:
{\displaystyle {\begin{aligned}A&=3\cot \left({\frac {\pi }{12}}\right)a^{2}=3\left(2+{\sqrt {3}}\right)a^{2}&\simeq 11.19615242\,a^{2}.\end{aligned}}}
Або при радіусі описанного кола R:
{\displaystyle A=6\sin \left({\frac {\pi }{6}}\right)R^{2}=3R^{2}.}
Або при радіусі вписаного кола r:
{\displaystyle {\begin{aligned}A&=12\tan \left({\frac {\pi }{12}}\right)r^{2}=12\left(2-{\sqrt {3}}\right)r^{2}&\simeq 3.2153903\,r^{2}.\end{aligned}}}

## Використання длятеселяції
| Напіврегулярна теселяція 3.12.12 | Напіврегулярна теселяція : 4.6.4.12 | Напіврегулярна теселяція: 3.3.4.12 & 3.3.3.3.3.3 |